# Тукмак-Чишма
Тукмак-Чишма (баш. Туҡмак-Шишмө) — деревня в Миякинском районе Республики Башкортостан Российской Федерации. Входит в состав Кожай-Семёновского сельсовета. 

## География

### Географическое положение
Находится на правом берегу реки Дёмы.
Расстояние до:
- районного центра (Киргиз-Мияки): 24 км,
- центра сельсовета (Кожай-Семёновка): 9 км,
- ближайшей ж/д станции (Аксёново): 23 км.

## Население
| 2002 | 2009 | 2010 |
| ---- | ---- | ---- |
| 2    | ↘0   | →0   |

Национальный состав
Согласно переписи 2002 года, преобладающие национальности — татары (100 %).